# Kamar Mushani
Kamar Mushani (en ourdou : كمرمشانى) est une ville pakistanaise située dans le district de Mianwali, dans la province du Pendjab. C'est la troisième plus grande ville du district. Elle est située à 35 kilomètres au nord de la ville de Mianwali et à seulement quelques kilomètres de la province de Khyber Pakhtunkhwa.
La population de la ville a été multipliée par près de trois entre 1998 et 2017 selon les recensements officiels, passant de 13 758 habitants à 36 036, soit une croissance annuelle moyenne de 5,2 %, bien supérieure à la moyenne nationale de 2,4 %. Selon le recensement de 2023, la population de la ville monte à 50 318 habitants.
|            | 1998 (rec.) | 2017 (rec.) | 2023 (rec.) |
| ---------- | ----------- | ----------- | ----------- |
| Population | 13 758      | 36 036      | 39 013      |